# Gynoeryx meander
Gynoeryx meander är en fjärilsart som beskrevs av Jean Baptiste Boisduval 1875. Gynoeryx meander ingår i släktet Gynoeryx och familjen svärmare. Inga underarter finns listade i Catalogue of Life.